# Brillantaisia riparia
Brillantaisia riparia là một loài thực vật có hoa trong họ Ô rô. Loài này được (Vollesen & Brummitt) Sidwell mô tả khoa học đầu tiên năm 1998.